# پاندیچری ۱۳۱۱۷
سیارک ۱۳۱۱۷ (به انگلیسی: 13117 Pondicherry، نامگذاری:1993TW38) سیزده هزار و صد و هفدهمین سیارک کشف شده‌است که در ۹ اکتبر ۱۹۹۳ کشف شد.
قدر مطلق سیارک برابر ۳۰.۹ است.